# Ticket to Paradise
Ticket to Paradise es una película de comedia romántica de 2022 protagonizada por George Clooney y Julia Roberts como una pareja divorciada que se une para sabotear la boda inminente de su hija en Bali. La película es dirigida por Ol Parker y escrita por Parker y Daniel Pipski, mientras que Kaitlyn Dever, Billie Lourd, Maxime Bouttier y Lucas Bravo también protagonizan.
Ticket to Paradise tuvo su estreno mundial en Barcelona el 7 de octubre de 2022, y se estrenó en Reino Unido el 2 de diciembre y en Estados Unidos el 9 de enero, de la mano de Universal Pictures y Working Title Films. Ha recaudado $172 millones en todo el mundo y recibió reseñas mixtas de los críticos.

## Sinopsis
Graduada y egresada de la Universidad de Chicago, Lily acompaña a su mejor amiga Wren en un paseo de postgrado a Bali antes de comenzar su nueva vida como abogada en una importante firma de abogados. Después de que Lily decida casarse con un lugareño, sus padres divorciados intentan impedir que su hija cometa el mismo error que ellos habían cometido hacía 25 años. Entretanto, Wren permanece en Bali para disfrutar de las festividades y, en el proceso, encuentra su propio amor con un doctor local.

## Reparto
- George Clooney como David Cottom
- Julia Roberts como Georgia Cottom
- Kaitlyn Dever como Lily Cottom
- Billie Lourd como Wren Butler
- Maxime Bouttier como Gede
- Lucas Bravo como Paul
- Genevieve Lemon como Beth-Ann
- Cintya Dharmayanti como Losi
- Romy Poulier como Lauren
- Charles Allen como Dean

## Producción

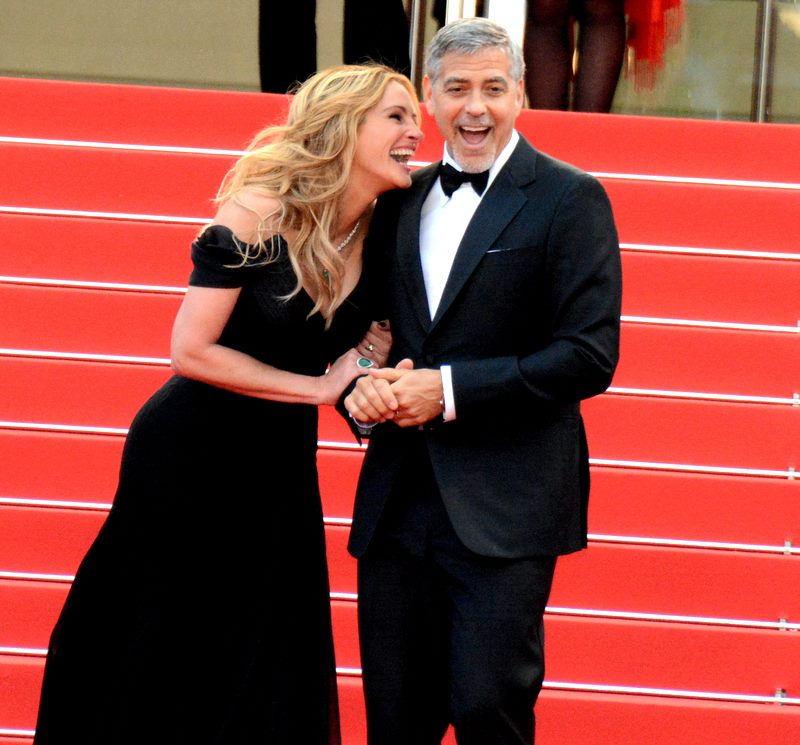
George Clooney y Julia Roberts protagonizan como una pareja divorciada en Ticket to Paradise.

Es una comedia romántica escrita por Ol Parker y Daniel Pipski. Es una coproducción estadounidense entre Working Title Films, Smokehouse Pictures, y Red Om Films. El largometraje fue anunciado el 26 de febrero de 2021, con George Clooney y Julia Roberts previstos para protagonizar y Parker previsto para dirigir para Universal Pictures. Ticket to Paradise reúne a los dos miembros del reparto de Ocean's Eleven (2011), Ocean's Twelve (2004), y Money Monster (2016). Deadline Hollywood notó que Universal planeaba estrenar la película en el cine y declaró que era «importante a aquellos preguntándose cuándo los estudios de película van a parar de vender paquetes de estrellas caros a streamers». Insiders también comunicó que los ejecutivos de Universal actuaron rápidamente para impedir que los sitios de streaming adquirieran los derechos de distribución a la película.
Para prepararse desempeñar su papel, Clooney se sometió a una dieta Keto para perder peso. En marzo de 2021, Billie Lourd entabló negociaciones para protagonizar. El 9 de marzo, Paul Fletcher, el Ministro de Comunicación y Artes australiano, anunció que la filmación tendría lugar en Queensland, Australia, en ubicaciones que incluyen las islas Whitsunday, Gold Coast y Brisbane. En una declaración, dijo que la película recibiría una subvención de AU$6.4 millones (4.92 millones de dólares estadounidenses) y que la película generaría al menos 270 trabajos y AU$47 millones (36.2 millones de dólares estadounidenses) para la economía local. Lourd y Kaitlyn Dever fueron confirmadas como miembros del reparto en abril de 2021, y Lucas Bravo se unió en octubre. La fotografía principal empezó en noviembre de 2021. Tangalooma Island Resort en la isla Moreton y The Palm Bary Resort en Long Island también fueron ubicaciones de filmación. El rodaje concluyó después de dos meses.

## Estreno
El estreno en cines fue fijado por Universal Pictures para el 2 de diciembre de 2022. Originalmente, su estreno había sido programado para el 7 de enero de 2023. La película estaría disponible en el servicio de streaming, Peacock 45 días después de su estreno cinematográfico. Finalmente, en mayo de 2023, en Latinoamérica se estrenó en la plataforma HBO Max.

## Recepción
Ticket to Paradise recibió reseñas generalmente mixtas de parte de la crítica y de la audiencia. En el sitio web especializado Rotten Tomatoes, la película posee una aprobación de 57%, basada en 223 reseñas, con una calificación de 5.6/10 y con un consenso crítico que dice: "Es posible que Ticket to Paradise no envíe a los espectadores a la tierra prometida, pero esta reunión de un par de estrellas de megavatios sigue siendo un buen momento agradablemente espumoso." De parte de la audiencia tiene una aprobación de 75%, basada en más de 5000 votos, con una calificación de 4.0/5.
El sitio web Metacritic le dio a la película una puntuación de 50 de 100, basada en 47 reseñas, indicando "reseñas mixtas o promedios". Las audiencias encuestadas por CinemaScore le otorgaron a la película una "A-" en una escala de A+ a F, mientras que en el sitio IMDb los usuarios le asignaron una calificación de 6.1/10, sobre la base de más de 60 000 votos. En la página web FilmAffinity la cinta tiene una calificación de 5.0/10, basada en 2400 votos.